# Das Wunder von Berlin
Das Wunder von Berlin ist ein deutscher Fernsehfilm des Regisseurs Roland Suso Richter aus dem Jahr 2008. Die Filmvorlage beruht auf Aufzeichnungen des ehemaligen NVA-Soldaten Tilo Koch. Der Film spielt in der Zeit vom Sommer 1988 bis zum Fall der Mauer in Ost-Berlin.

## Handlung
Marco Kaiser ist gerade 18 Jahre alt und Punk. Er lebt im Haus seiner Eltern. Sein Vater Jürgen ist Oberstleutnant im Ministerium für Staatssicherheit (MfS), Hanna, seine Mutter, war früher Krankenschwester und ist heute in einem Buchladen tätig. Im Haus wohnt auch der Großvater Walter, Jürgens Vater. Als Marco mit der Krankenschwesternschülerin Anja ein verbotenes Punkkonzert besucht, werden die beiden festgenommen und verhört.
Marcos Vater erfährt, dass er festgesetzt ist. Noch in der Verhörzelle nimmt er seinem Sohn das Versprechen ab, zur Nationalen Volksarmee zu gehen. Damit kann er eine drohende Inhaftierung Marcos in der Justizvollzugsanstalt Bautzen abwenden. Unter der Bedingung, dass Marco keinen Grenzschutzdienst übernehmen muss und Anja ebenfalls freigelassen wird, geht der Sohn darauf ein, und Marco wird Rekrut. Er führt Anja in sein Elternhaus ein. Hanna, die Mutter, schließt das Mädchen sofort ins Herz, und auch Großvater Walter ist Anja schnell zugetan; der Vater Jürgen jedoch bleibt misstrauisch.
Im Ministerium erfährt Oberstleutnant Jürgen Kaiser von seiner Geliebten, Oberleutnant Marion Niemann aus der Hauptverwaltung I des MfS, dass Anja eine Akte hat, die sie mit OV-Tango, dem operativen Vorgang Tango, in Verbindung bringt. Anja glaubt, Waise zu sein; sie wuchs in einem Waisenhaus auf. Ihre Eltern, so denkt sie, kamen beide bei einem Verkehrsunfall ums Leben. In Wahrheit ist Anja die Tochter von Major Wolf, der als Militärberater nach Chile entsandt worden war, dort in Gefangenschaft geriet und – wie der Akte zu entnehmen ist – wahrscheinlich „umgedreht“ worden war. Deshalb wurde ihm seine Tochter entzogen. Nach seiner Rückkehr in die DDR konnte sich Major Wolf jedoch bewähren. Zufällig wird er Marcos Vorgesetzter. Jürgen Kaiser glaubt, Anja sei auf ihn und seine Familie angesetzt und wirft das Mädchen hinaus. Alle West-Literatur, die Großvater von seinen Besuchen im Westen mitgebracht hat, verbrennt er im Keller. Jürgen, überzeugter Anhänger des Realsozialismus und SED-Mitglied, hasst seinen Vater, der innerlich noch ganz in der Zeit des Zweiten Weltkriegs und der erlittenen Gefangenschaft in Sibirien lebt, für dessen ewiggestrige Haltung.
Hanna kommt im Buchladen mit den progressiven Kräften des Landes in Kontakt, z. B. dem Professor und seiner Lebensgefährtin Juliana, und beginnt, sich beim Neuen Forum zu engagieren.
Die politische Situation kommt ins Rollen, die reformatorischen Kräfte gewinnen an Zuspruch etwa durch die Friedensgottesdienste, das Neue Forum, der Leipziger Aufruf, die Montagsdemonstrationen. Jürgen werden im Ministerium Fotos vorgelegt, die Hanna, Anja und Walter auf einer Friedensdemo zeigen. Für Jürgen beginnt mit der politischen Veränderung seiner Familie auch seine private Welt zusammenzubrechen. Er hält die Vorgänge für konterrevolutionär. „Warum lässt Du mich jetzt im Stich?“ schreit er seine Frau an. „Was glaubst Du, was die Genossen mit mir machen, wenn sie erfahren, dass meine Frau das Neue Forum unterstützt?“
Marco bewährt sich bei der NVA, Major Wolf fördert ihn. Marco, ehemals Mitglied der Sportelite des Landes – er war im Nationalen Schwimmkader – erhält die Chance, auch bei der NVA in die Führungselite aufzusteigen. Dienst am antifaschistischen Schutzwall, der „Mauer“ ist für ihn jetzt Vaterlandspflicht. Er glaubt, damit sein Land zu schützen.
Reportagen im Fernsehen zeigen die Fluchtwelle über Ungarn-Österreich. Hanna und Juliana kopieren den Leipziger Aufruf auf der Kopiermaschine des Bücherladens. Jürgen versucht, das zu verhindern. Die erkaltete Liebe zwischen Jürgen und Hanna wird zum offenen Streit. Die Ehe bricht auseinander, Hanna zieht aus. Auch der Großvater kann nicht bleiben. Nach einem Herzinfarkt kommt er ins Altersheim. Das Fernsehen zeigt die Pressekonferenz, auf der Günter Schabowski die Öffnung der Mauer und die Ausreisefreiheit verkündet:
„Privatreisen nach dem Ausland können ohne Vorliegen von Voraussetzungen (Reiseanlässe und Verwandtschaftsverhältnisse) beantragt werden. Die Genehmigungen werden kurzfristig erteilt. Die zuständigen Abteilungen Pass- und Meldewesen der Volkspolizeikreisämter in der DDR sind angewiesen, Visa zur ständigen Ausreise unverzüglich zu erteilen, ohne dass dabei noch die Voraussetzungen für eine ständige Ausreise vorliegen müssen. […] Ständige Ausreisen können über alle Grenzübergangsstellen der DDR zur BRD bzw. zu West-Berlin erfolgen.“
Fernsehbilder von der Berliner Mauer und den Grenzübergängen übermitteln die überschäumende Euphorie der DDR-Bürger, Menschenmassen drängen zum Schlagbaum an der Bösebrücke. Marco, inzwischen Zugführer, hat bis zur letzten Sekunde keine anderen Befehle, als die Grenze zu verteidigen. Eine gefährliche Situation. Aber dann öffnet er als erster NVA-Soldat den Schlagbaum und schließt Anja in die Arme. Als Major Wolf, überzeugter Kommunist, die Bilder der Grenzöffnung sieht, will er nicht weiterleben und setzt mit der Dienstpistole seinem Leben ein Ende. Hanna steht in der Menschenmenge an der geöffneten Grenze, bleibt aber vorerst im Osten und sucht Jürgen in seinem Büro auf, wo dieser die aktuellen Ereignisse am Fernseher verfolgt.

## Kritiken
„Dramatischer Fernsehfilm nach einem authentischen Fall, der vom Wandel eines jungen Menschen angesichts einer permanenten Beeinflussung durch das politische System der DDR erzählt, aber auch von lange Zeit gepflegten Lebenslügen einer scheinbar systemkonformen älteren Generation, die sich in der Zeit des Umbruchs in erster Linie um den Verlust ihrer Privilegien sorgt.“

„Basierend auf den wahren Erlebnissen eines DDR-Soldaten schildern Erfolgsregisseur Roland Suso Richter („Der Tunnel“, „Dresden“) und Autor Thomas Kirchner („Mord am Meer“) die dramatische Wendezeit als fesselndes Familiendrama. Mit hochkarätiger Besetzung erzählt „Das Wunder von Berlin“ ein packendes Stück Zeitgeschichte aus dem Blickwinkel der Betroffenen.“

„Anhand der Familie Kaiser wird das Schicksal der damaligen DDR-Bevölkerung aus verschiedensten Blickwinkeln erzählt und dem Zuschauer eindringlich nahe gebracht. (…) Der Film handelt nicht von den Heldengeschichten derer, die der DDR den Rücken gekehrt haben, sondern von den vielen, die bleiben mussten oder auch bleiben wollten. Ein Blick auf die DDR „von innen“ kurz vor dem Ende ihrer Existenz.“

„Überhaupt besticht „Das Wunder von Berlin“ vor allem dadurch, dass der Film sich zwar ganz auf die spektakulären Erinnerungen Tilo Kochs einlässt, daneben aber eine Art Subfilm des Zusammenbruchs mitlaufen lässt. Immer wieder baut Kirchners Drehbuch dokumentarische Szenen ein. Die Figuren sehen fern, sie lesen und machen sich ihren Reim. Einmal sehen wir den inzwischen verstorbenen Ulrich Mühe bei einer Versammlung des Neuen Forums sprechen. „Das Wunder von Berlin“ ist auch ein Film über die destabilisierende Wirkung der Medien in Diktaturen. Und nicht zuletzt handelt es sich auch um einen Film über die Macht der Gedankenfreiheit.“

„Es sollte ein zeitgeschichtliches Dokument werden und das Leben einer DDR-Familie während der politischen Wende 1989 bis zum Fall der Berliner Mauer zeigen. Mangels Mut für einen Mehrteiler zu diesem brisanten Thema nahmen die Autoren mehrere Einzel-Schicksale, warfen alles in einen großen Topf, reicherten es mit ein paar Originalaufnahmen von Damals an, rührten kurz um und heraus kam eine Story, die nichts Halbes und nichts Ganzes ist.“

## Einschaltquote
- Bei der Erstausstrahlung am 27. Januar 2008 sahen 8,03 Millionen Zuschauer das Familiendrama.

## Trivia
Die Szenen auf der Bösebrücke wurde nicht auf dieser gedreht, da hier das Verkehrsaufkommen viel zu hoch ist, sondern auf der nahe gelegenen Swinemünder Brücke, die eher für ein paar Tage gesperrt werden kann.

## Auszeichnungen
- Nominierung für den Deutschen Fernsehpreis 2008 für die Kategorie Bester Fernsehfilm/Mehrteiler
- Deutscher Fernsehpreis für Michael Gwisdek als Bester Schauspieler in einer Nebenrolle (Rolle Großvater Walter)
- Nominierung für den International Emmy Award für die Kategorie Bester Fernsehfilm/Mini-Serie 2008
- Golden Chest Grand Prix (goldener Preis erster Kategorie) der Sparte TV-Filme und Mini-Serien auf dem 33. Golden Chest International TV Festival in Sofia
- Preis für das beste Drehbuch (von Thomas Kirchner)[8] auf dem 33. Golden Chest International TV Festival in Sofia